# Lelley
Lelley – wieś w Anglii, w hrabstwie East Riding of Yorkshire. Leży 12 km na wschód od miasta Hull i 252 km na północ od Londynu.